# Danyon Loader
Danyon Joseph Loader, född 21 april 1975 i Timaru, är en nyzeeländsk före detta simmare.
Loader blev olympisk guldmedaljör på 200 meter frisim vid sommarspelen 1996 i Atlanta.